# Adolf Philipp

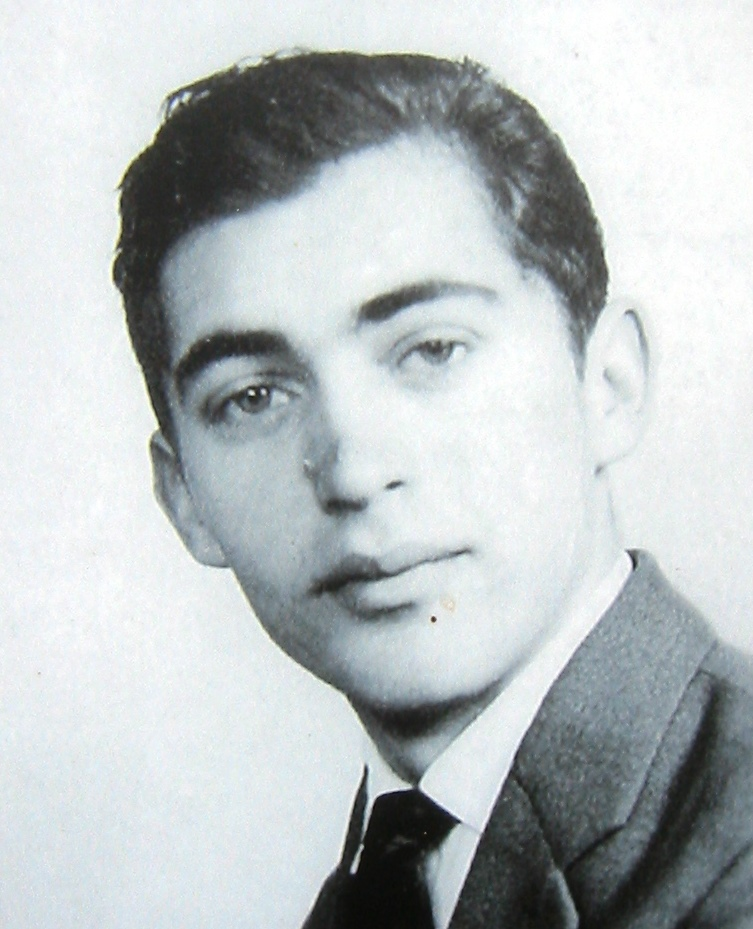
Adolf Philipp

Adolf Philipp (* 13. August 1943 in Ziemetshausen; † 5. Mai 1964 in Berlin) war ein Todesopfer an der Berliner Mauer. Ein Angehöriger der Grenztruppen der DDR erschoss den West-Berliner, als er mit einer Gaspistole bewaffnet in einem Erdbunker im Grenzgebiet aufgegriffen wurde.

## Leben
Adolf Philipp wurde im bayerischen Ziemetshausen als erstes von vier Kindern geboren. Nach der Schule, die er mit der mittleren Reife abschloss, absolvierte er im Sommer 1963 eine Ausbildung zum Radio- und Fernsehtechniker – sein Vater betrieb ein Radiogeschäft. Um dem Wehrdienst zu entkommen, nahm er im August 1963 eine Stelle in Berlin-Schöneberg an. Er zog in ein möbliertes Zimmer am Kurfürstendamm. Während der Anfangszeit in Berlin besuchte er Kulturveranstaltungen, Messen und Ähnliches. Zusätzlich entwickelte er ein Interesse für die Grenzanlagen der Berliner Mauer. Mit dem Fahrrad fuhr er den Grenzverlauf mehrfach ab und begab sich dabei auch in das Niemandsland zwischen West-Berlin und den teilweise zurückgesetzten Grenzanlagen. Er nahm Kontakt zu Fluchthelfern auf und beteiligte sich an Protestkundgebungen. Gegenüber Freunden und Familie äußerte er sich erbost über das Grenzregime. Aus Notizen, die die Polizei nach seinem Tod in seiner Wohnung fand, ging hervor, dass er eine Aktion plante, ohne spezifisch zu werden.
Am Abend des 4. Mai 1964 fuhr er, bewaffnet mit einer Gaspistole, mit dem Fahrrad zur Grenze bei Berlin-Spandau. Zwei Posten fanden seine Fußspuren und gingen in den Erdbunker, um Meldung zu machen. Dabei trafen sie auf Adolf Philipp, der sie mit der Pistole bedrohte. Ein Posten eröffnete umgehend das Feuer und traf Adolf Philipp tödlich.
Die staatliche Nachrichtenagentur der DDR ADN gab am nächsten Morgen bekannt, dass ein West-Berliner im Raum Berlin-Staaken einen Überfall auf Grenzsoldaten beging und dabei durch Schussverletzungen verstarb. Dieser Bericht konnte im Westen vorerst nicht verifiziert werden, da es weder Erkenntnisse über gefallene Schüsse in dem angegebenen Bereich gab noch Beschädigungen an den Grenzanlagen gefunden wurden. Die Leiche von Adolf Philipp überstellte die DDR am 6. Mai an West-Berlin, womit die Todesursache festgestellt werden konnte. Unter medialer Aufmerksamkeit fand die Beerdigung am 11. Mai 1964 in seinem Geburtsort statt.

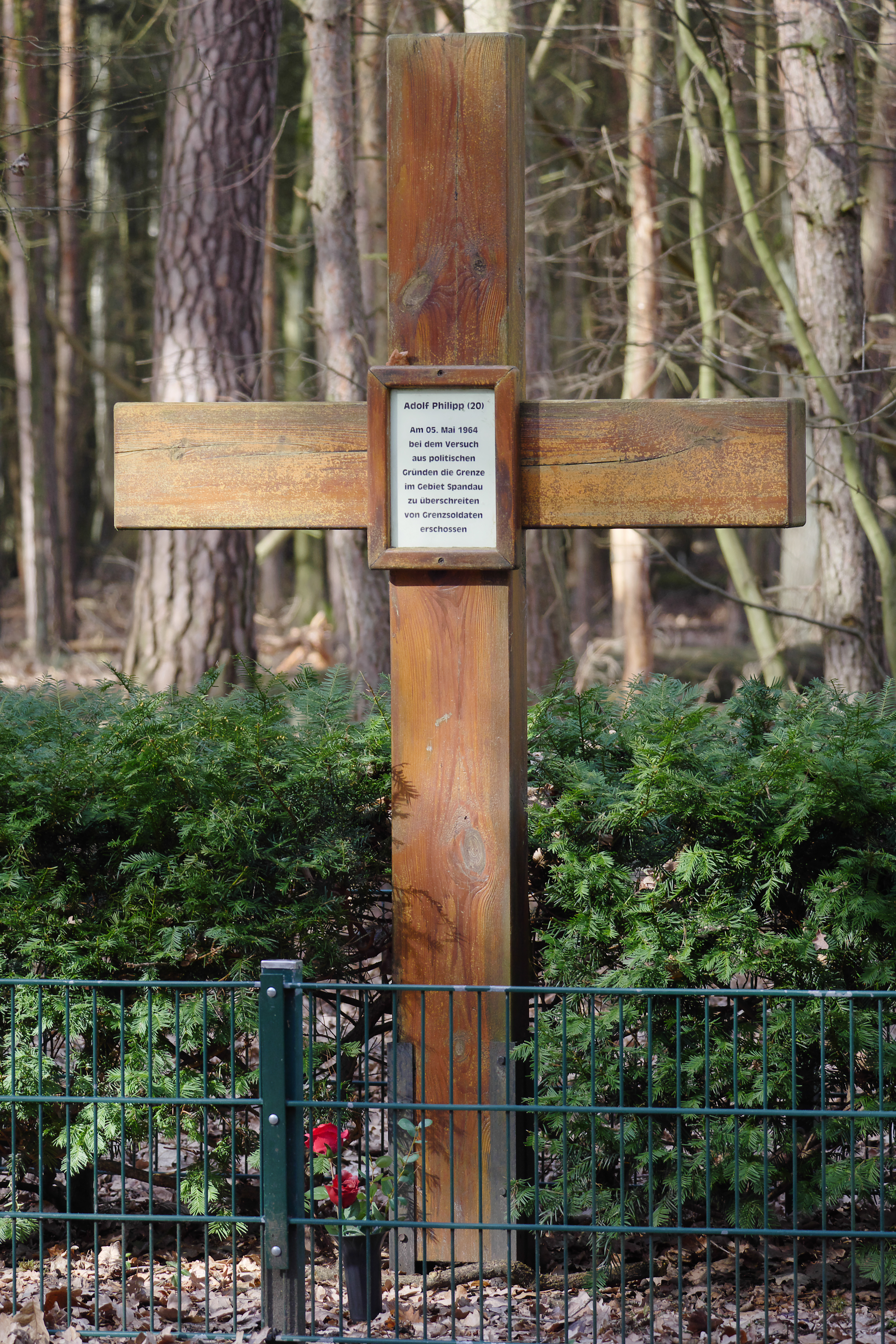
Holzkreuz mit Erinnerungstafel für Adolf Philipp im Spandauer Forst 2017

Zum Gedenken an Adolf Philipp stellte das Bezirksamt Spandau am 13. August 1964 – dem dritten Jahrestag der Berliner Mauer – ein Holzkreuz am Fundort seines Fahrrads unweit der Grenze am Oberjägerweg auf.
Die Berliner Staatsanwaltschaft nahm nach der deutschen Wiedervereinigung Ermittlungen gegen die beteiligten Grenzsoldaten auf. Da diese durch Adolf Philipp bedroht wurden und nicht wissen konnten, dass seine Waffe keine scharfe Munition verschießen konnte, wurde von einer Notwehrhandlung ausgegangen.